# 小倉博和
小倉 博和（おぐら ひろかず、1960年1月28日 - ）は、日本のギタリスト、音楽プロデューサー。香川県出身。烏龍舎所属。サザンオールスターズ、桑田佳祐、泉谷しげる、槇原敬之、福山雅治、渡辺美里らのレコーディング及びライブで活躍。
高校時代からギターの腕前は学校内でも有名で野球部の合宿にギターを持ってくることもあった。また遅刻魔で、遅れて登校した日には教師から「1曲弾いたら(遅刻を)なかった事にしてやる」と言われ、弾くこともあった。
2011年より高松市親善大使。

## 略歴
1987年
「アイリーン・フォーリーン」に、ギタリストとして参加。ここで、プロデューサーの小林武史と出会う。
1988年
アイリーン・フォーリーンの活動の傍ら、友人と共に「キャロット・スタジオ」を設立。アイリーン・フォーリーン解散後、セッションギタリストとして、CM曲やビデオ音楽など数多くのレコーディングに参加。
1990年
キャロット・スタジオにて、桑田佳祐に才能を見出され、映画「稲村ジェーン」のサウンドトラックに参加（映画本編にも出演している）。その後、桑田佳祐およびサザンオールスターズのサポートを務める。桑田が言うには、この頃の小倉は、ガットギターにガムテープを貼って、ビーチサンダルで演奏していたというほど、金銭的に苦労していた。
1991年
サザンオールスターズの原由子のソロアルバム『MOTHER』のレコーディングをきっかけに佐橋佳幸と出会い、意気投合する。桑田、小倉、佐橋らで、ライブ「ACOUSTIC　REVOLUTION」を開催。また、この3人に、小林武史と角谷仁宣を加え「SUPER CHIMPANZEE」を結成した。この時、レコーディングやリハーサルの合間に佐橋と楽曲を作り始め、ギターユニット「山弦」を結成。
1993年
小林武史がプロデュースする、渡辺美里のアルバム『BIG WAVE』のレコーディングに参加。
1994年
桑田佳祐のソロアルバム『孤独の太陽』で全編にわたってサポートを担当。
1996年
香取慎吾主演の日本テレビ系ドラマ『透明人間』のサウンドトラックを担当。
1997年
渡辺美里のライブサポートメンバーとして、本格的に参加。バンマスも務めた。
1998年
山弦に、ボーカリスト・平松八千代を迎え「SOY」（S=Sahashi O=Ogura Y=Yachiyo）を結成。
2006年
武部聡志、スガシカオ、根岸孝旨、屋敷豪太と共に、ユニット「kōkua」を結成。
2011年
高松市親善大使。
2014年
12月3日、Golden Timeを発売。
2016年
11月23日、ソロとしては初のメジャーアルバム『Summer Guitars』を発売。
2019年
5月22日、Sketch Song  〜Spring & Summer ALL REQUEST〜 を発売。
11月13日、Sketch Song 2 〜Autumn & Winter ALL REQUEST〜 を発売。
2020年
1月30日、Billboard LIVE Tokyoにて「60th Anniversary LIVE ～No Guitar , No Life～」を開催。メンバーは、有賀啓雄、井上鑑、大貫妙子（vo）、今剛（g）、斎藤有太（key）、佐橋佳幸（g）山弦として、髙水健司（b）、林立夫（ds）、三沢またろう（perc）、山木秀夫（ds）、山本拓夫（sax）、亀田誠治（b, 2ndステージのみ）と著名なメンバーによる還暦祝いライブとなった。
2022年
8月23日 - 26日、ミュージカル「ジャニス」（東京・東京国際フォーラム ホールA）出演

## ディスコグラフィー

### アルバム
|               | 発売日         | タイトル                                      | 規格 | 規格品番    | レーベル          | 備考                                                     |
| ------------- | -------------- | --------------------------------------------- | ---- | ----------- | ----------------- | -------------------------------------------------------- |
|               | 2014年11月5日  | ゴールデンタイム                              | CD   | DQC-1376    | MARTINCLUB JAPAN  | マーティン・ギターとのコラボレーション・シリーズ第一弾。 |
| 2017年12月6日 | DDCZ-2169      | ゴールデンタイム                              | CD   | GOLDEN TIME |                   | マーティン・ギターとのコラボレーション・シリーズ第一弾。 |
| 1st           | 2016年11月23日 | Summer Guitars                                | CD   | VICL-64688  | SPEEDSTAR RECORDS | ソロメジャーデビューアルバム。                           |
|               | 2019年5月22日  | Sketch Song 〜Spring & Summer ALL REQUEST 〜  | CD   |             | MARTIN & GOLDEN   |                                                          |
|               | 2019年11月13日 | Sketch Song 2 〜Autumn & Winter ALL REQUEST〜 | CD   |             | MARTIN & GOLDEN   |                                                          |

## 参加ユニット
- SUPER CHIMPANZEE
  - 桑田佳祐を中心にして結成された覆面バンド
- 山弦
  - 佐橋佳幸とのギターユニット
- Smiles & Tears
  - 武部聡志、加藤いづみとのユニット
- kōkua
  - 武部聡志、スガシカオ、根岸孝旨、屋敷豪太とのユニット
- Bank Band
  - 小林武史、櫻井和寿らとの環境保護を目的にしたバンド

## レコーディングに関わったアーティスト
| - A・cappellers - ASKA - 新井昌慧 - いきものがかり - 石川智晶 - 泉谷しげる - 井上鑑 - 今井美樹 - IWAO - UA - 上戸彩 - F-BLOOD - 大澤誉志幸 - 太田裕美 - オセロケッツ - 小谷美紗子 - 大原櫻子 - GAKU-MC - 関ジャニ∞ - 吉川晃司 - 菊池桃子 - KinKi Kids - くず - 久宝留理子 - 桑田佳祐 - CHEMISTRY - CORE OF SOUL | - 坂本真綾 - サザンオールスターズ - Salyu - スガシカオ - 鈴木雅之 - T.M.Revolution - 手嶌葵 - 中島みゆき - 中森明菜 - 永田真代 - 元ちとせ - 八反安未果 - Honey L Days - 原由子 - 一青窈 - 氷室京介 - 福山雅治 - 藤井フミヤ - 古内東子 - ポルノグラフィティ | - 槇原敬之 - 蜜 - 水樹奈々 - 水瀬いのり - Mr.Children - 宮地真緒 - 薬師丸ひろ子 - やなぎなぎ - 遊佐未森 - ゆず - 湧口愛美 - 吉田拓郎 - yozuca* - 和久井映見 - 渡辺美里 |

## 出演

### ラジオ
・FM COCORO「小倉博和のFRIDAY,Sound of Strings」(2014 - )